# Il richiamo della strada
 Il richiamo della strada  è un film del 1945, diretto da Alberto Pieralisi.

## Trama
Un vagabondo incontra in una chiesa una contadina e ne rimane colpito. Successivamente trova lavoro presso una fattoria, dove è addetta al lavoro dei campi la stessa fanciulla: ne nasce un idillio nei campi e l'uomo prima la seduce e poi l'abbandona, lasciando la fattoria. La ragazza, Tonietta, rimasta incinta, viene sposata dal fattore Ferruccio, consapevole di tale gravidanza. Nasce un bambino (Tonino), che il fattore ama come un figlio. Tonino cresce fino a vent'anni assieme ad Alina, figlia del padrone della fattoria, che ama perdutamente, contrastato dal padre della ragazza (Pietro). Vent'anni dopo il vagabondo ripassa per la stessa contrada e, quando apprende dai vecchi compagni di lavoro di essere il padre di Tonino, decide, senza rivelargli la propria identità, di aiutarlo; riuscendo a strappare al padrone il consenso per le nozze del ragazzo con Alina. Il giorno del matrimonio assiste al corteo nuziale e poi si allontana di nuovo, recando con sé la fotografia del figlio.

## Produzione
A seguito dei danni causati a Cinecittà dal conflitto, le produzioni cinematografiche si trasferirono da Roma in alcune località ove la guerra non imperversava, tra cui Bari. In questa città due giovani, Nuovo ed Amenduni, costituirono la società di produzione Meridional Film e realizzarono il film con riprese ambientate a Bari, Noci, Alberobello, Locorotondo e Fasano.
Nacque, così, una pellicola importante per la storia del cinema: è il primo film girato dopo la guerra in Puglia.

### Cast
Del cast fanno parte tutti attori baresi eccetto Trilli e Rizzo già attivi nel cinema. Una locandina ritrae Daniela Dardi china su Enzo Nuovo, steso a terra 
.

## Distribuzione
La pellicola venne distribuita dalla Turrita Film dei soci Fabiani e Cataldo Balducci con sede in Bari, che operava dal 1909 e aveva prodotto, tra l'altro, il documentario “Grandiosa manifestazione per il primo maggio 1913 ad Andria” indetta dalle classi operaie (durata 10 minuti, b/n, muto).
La rivista "Pensiero ed Arte" di Bari pubblicò un articolo di Salvatore Schifone, che riferì dei primi film nel dopoguerra prodotti, girati e distribuiti in Puglia: oltre a Il richiamo della strada, L'atleta di cristallo e L'amante del male.